# أرلين سوركين
أرلين سوركين (بالإنجليزية: Arleen Sorkin)‏ مواليد 14 أكتوبر 1955 في واشنطن العاصمة، هي ممثلة أمريكية بدأت مسيرتها الفنية عام 1983.

## وصلات خارجية
- أرلين سوركين على موقع IMDb (الإنجليزية)
- أرلين سوركين على موقع أول موفي (الإنجليزية)
- أرلين سوركين على موقع قاعدة بيانات الفيلم (الإنجليزية)